# Rəsul Quliyev
Rəsul Quliyev (czasem używana jest transkrypcja z pisowni rosyjskiej: Rasul Gulijew; ur. 10 grudnia 1947 w Nachiczewanie) – polityk azerski.

## Życiorys
1970 – ukończył studia na wydziale petromechanicznym Instytutu Naftowego i Chemicznego w Baku (obecnie: Państwowa Azerbejdżańska Akademia Naftowa).
1971 – rozpoczął pracę w Bakińskiej Rafinerii.
1990 – został członkiem Rady Najwyższej Azerbejdżanu.
Po uzyskaniu przez Azerbejdżan niepodległości został deputowanym w Parlamencie Narodowym (az. Milli Məclisi) i wraz z opozycją walczył przeciwko reżimowi prezydenta Ayaza Mütəllibova.
1993 – objął stanowisko wiceprezesa Narodowego Przedsiębiorstwa Naftowego Republiki Azerbejdżańskiej (SOCAR), a następnie został wicepremierem Azerbejdżanu. Heydər Əliyev po objęciu władzy uczynił go przewodniczącym parlamentu.
1995 – został ponownie wybrany do Parlamentu i znów mu przewodził.
1996 – we wrześniu pogorszyły się jego stosunki z Əliyevem. Odszedł ze stanowiska z powodów zdrowotnych i udał się do USA na leczenie, co skończyło się de facto wieloletnim azylem. W Ameryce oskarża Əliyeva o korupcję, klanowość i bezprawie.
1997 – został pozbawiony immunitetu parlamentarnego, równocześnie wszczęto przeciwko niemu postępowanie karne w sprawie zdefraudowania 107 milionów dolarów w latach 1990-95, kiedy był dyrektorem Rafinerii Bakińskiej.
1998 – wybrano go na współprzewodniczącego Demokratycznej Partii Azerbejdżanu (założonej w 1992). Po jej podziale w 2000 Quliyev został jedynym liderem.
Pod koniec lat 90. odrzucił pomysł tworzenia bloku opozycyjnego, krytykując przy tym Musawat (pol. Równość – najstarszy i największy ruch opozycyjny prowadzony obecnie przez İsę Qəmbəra), jednak zmienił zdanie przed wyborami prezydenckimi w październiku 2003, kiedy to poparł kandydaturę İsy Qəmbəra. Wiosną 2005 jego Partia Demokratyczna weszła do bloku "Azadlıq" (Azadlyg, pol. Wolność), obejmującego już Musawat oraz Ludowy Front Azerbejdżanu (przewodzi jej Əli Kərimli).